# Salomó I d'Armòrica
Salomó d'Armòrica fou un rei llegendari de Cornualla a Armòrica.
La tradició el fa fill i successor de Gradlon Meur (el Gran). Hauria regnat a la primera meitat del segle I i com a data de la mort es dona el 446. El va succeir el seu fill Aldrià.